# Aleksander Mierowski
Aleksander Mierowski, także Jan Aleksander Mierowski (ur. 24 czerwca 1823 w Mysłowicach, zm. ?) – polski wydawca, działacz narodowy, agent Rządu Narodowego na Górny Śląsk.

## Życiorys
Urodził się 24 czerwca 1823 roku w Mysłowicach jako Jan, w rodzinie organisty Mikołaja Żyły i żony Anny z domu Błeszyńska, córki kucharza na zamku ordynata mysłowickiego Aleksandra Mieroszewskiego. W 1835 roku został przybranym synem ordynata, który nadał mu swoje imię Aleksander i skrócone z własnego nazwisko Mierowski, a także obdarzył go znacznym majątkiem.
W okresie Wiosny Ludów, działając prawdopodobnie z inspiracji bytomskiego proboszcza ks. Józefa Szafranka, w 1848 roku założył wydawany w Bytomiu „Dziennik Górnośląski”, który propagował idee narodowe. Był także jego głównym redaktorem. W wydawanie czasopisma zaangażował swój majątek, który zostawił mu w spadku Aleksander Mieroszewski.
Był także inicjatorem tworzenia polskich instytucji kulturalnych i oświatowych, takich jak: biblioteka i czytelnia Bytomiu, biblioteki w Mysłowicach, Rybniku, Woźnikach i Lublińcu czy Towarzystwo Wzajemnej Oświaty w Mysłowicach. Był także współorganizatorem Klubu Narodowego w Bytomiu oraz Towarzystwa Pracujących dla Oświaty Ludu Górnośląskiego.
Po zamknięciu „Dziennika Górnośląskiego” w 1849 roku, dzierżawił młyn od ks. Józefa Szafranka na Piłkach, założył przedsiębiorstwo transportowe, a od połowy 1855 roku mieszkał w Rozbarku (późniejsza część Bytomia), po czym przeprowadził się do Piekar. Tam też 14 stycznia 1857 roku ożenił się z Joanną Kozłowską.
W okresie powstania styczniowego, w 1863 roku związał się z ruchem powstańczym, włączając się w akcję pomocy powstańcom. Jako agent Rządu Narodowego organizował przerzut broni i amunicji do Królestwa Polskiego. W tym czasie mieszkał w Brzezince (późniejsza część Mysłowic). Był ścigany listami gończymi. Po upadku powstania przeprowadził się do Galicji, gdzie do końca życia pracował jako pisarz gminny. Data i miejsce jego śmierci nie są znane.

## Upamiętnienie
- Dąb na alei polskiego dziedzictwa Śląska w Katowicach, na terenie dzielnicy Janów-Nikiszowiec[9].